# Laodamante (figlio di Ettore)
Laodamante (in greco antico: Λᾱοδάμᾱς?) è un personaggio della mitologia greca, figlio di Ettore e di Andromaca e fratello di Astianatte.

## Mitologia
Ancora fanciullo accompagnò la madre presso la tenda di Achille, allorché Priamo vi si recò per richiedere il corpo di Ettore. 

La notte della caduta di Troia, Laodamante sopravvisse al fratello, ucciso barbaramente dai vincitori. Neottolemo, infatti, dopo aver imprigionato Andromaca ne affidò il figlio superstite all'amico Eleno, il quale lo crebbe come sua progenie. 

Alla morte di Neottolemo, Andromaca sposò Eleno e allevò nuovamente il figlio.